# الغول (السدة)

تعديل مصدري - تعديل

الغول محلة تابعة لقرية وسمان، التابعة لعزلة وادي عصام بمديرية السدة إحدى مديريات محافظة إب في الجمهورية اليمنية.، بلغ تعداد سكانها 101 حسب تعداد اليمن لعام 2004.